# Фторид хлора(I)
Фтори́д хло́ра(I) (монофтори́д хло́ра, однофто́ристый хлор, хим. формула — ClF) — неорганическое бинарное соединение хлора с фтором.
Простое вещество фторид хлора(I) — бесцветный ядовитый тяжёлый газ с сильным раздражающим запахом. Конденсируется при охлаждении до −100 °C в жидкость бледно-жёлтого цвета. Многие свойства сходны со свойствами фтора и хлора.

## Физико-химические свойства
| Свойство                                                  | Значение           |
| --------------------------------------------------------- | ------------------ |
| Диэлектрическая проницаемость                             | 0,881              |
| Стандартная энтальпия образования (298 К, в газовой фазе) | −56,5 кДж/моль     |
| Энтропия образования (298 К, в газовой фазе)              | 217,91 Дж/(моль·К) |
| Энтальпия парообразования                                 | 20,16 кДж/моль     |
| Теплоёмкость (298К, в газовой фазе)                       | 32,22 Дж/(моль·К)  |

В ИК-спектрах наблюдается полоса поглощения 747 см−1 (для твёрдого вещества).

## Методы получения
- Одним из методов получения фторида хлора является метод, предложенный Доманжем и Хейдорфером[2]. В этом методе через аппарат, состоящий из медных трубок, пропускают смесь хлора и фтора в соотношении 1:1 при 220—230 °C:

Cl2 + F2 → 2ClF
- ClF также получают из трифторида хлора и хлора. Так как в настоящее время трифторид хлора производится в промышленном масштабе, то этот метод получил большое распространение:

ClF3 + Cl2 → 3 ClF

## Химические свойства
Химически очень активное вещество; по своей активности в некоторых реакциях превосходит фтор. Хороший фторирующий агент. За счёт того, что атом хлора находится в степени окисления +1, проявляет сильные окислительные свойства.
- Реагирует с водой с образованием свободных кислорода и хлора:

4ClF + 2H2O → 2Cl2 + O2 + 4HF
- При нагревании очень активно реагирует с водородом. При этом образуются фтороводород и хлороводород:

ClF + H2 → HCl + HF
- Реагирует с хлоридами металлов с образованием фторидов и хлора:

NaCl + ClF → NaF + Cl2
- При взаимодействии с простыми веществами образуются фториды:

Br2 + 6ClF → 2BrF3 + 3Cl2
Si + 4ClF → SiF4 + 2Cl2
W + 6ClF → WF6 + 3Cl2
- С монооксидом углерода проходит реакция хлорфторирования:

CO + ClF → COClF
- С фторидами Cs, Rb и K под высоким давлением образуются бесцветные устойчивые до 200 °C соли:

CsF + ClF → CsClF2
- Необычное полимерное соединение фиолетового цвета состава (F3ClO2)n было получено при взаимодействии ClF и O2F2:

nClF + nO2F2 → (F3ClO2)n

## Применение
- Применяется как фторирующий агент в органическом синтезе[3], а также как хлорирующий агент[4][5].
- Также достаточно перспективно использование монофторида хлора для очистки фторидов урана[6]:

4ClF + UO2F2 → O2 + 2Cl2 + UF6

## Токсичность
Фторид хлора(I) весьма ядовит, обладает удушающим действием (СДЯВ). Как и все интергалогены, является сильным окислителем. ПДК в рабочей зоне — 0,5 мг/м³.